# Decimus Iunius Brutus Scaeva (Konsul 325 v. Chr.)
Decimus Iunius Brutus Scaeva (* im 4. Jahrhundert v. Chr.) war ein Politiker der frühen Römischen Republik und 325 v. Chr. Konsul.

## Leben
Decimus Iunius Brutus Scaeva entstammte dem römischen Plebejergeschlecht der Junier. Sein zweites Cognomen Scaeva ist nur an einer Stelle des Geschichtswerks des römischen Annalisten Titus Livius überliefert, dafür sein Pränomen Decimus an der gleichen Stelle ausgefallen und auch sonst nicht in Livius’ Werk erwähnt, sondern nur beim griechisch-sizilischen Historiker Diodor sowie in Cassiodors Chronik.
Das erste Mal wird Brutus im Jahr 339 v. Chr. erwähnt, als er das Amt eines Magister equitum des Diktators Quintus Publilius Philo ausübte. Ebenso wie Brutus gehörte auch Publilius den Plebejern an, von denen bis zu diesem Zeitpunkt erst sehr wenige Vertreter wie etwa Gaius Marcius Rutilus die Diktatur oder das Reiterführeramt innegehabt hatten. Nach der Einschätzung des Althistorikers Friedrich Münzer war Brutus einer der bedeutendsten Plebejer seiner Zeit.
325 v. Chr. konnte Brutus sodann als erster (plebejischer) Junier auch das höchste Staatsamt antreten, wobei er Lucius Furius Camillus zum Amtskollegen hatte. Im Vorjahr war Roms zweiter Krieg gegen die Samniten ausgebrochen, mit denen nun auch das Bergvolk der Vestiner gemeinsame Sache machte. Camillus sollte die Samniten bekämpfen, übertrug aber – angeblich wegen einer schweren Krankheit – das Kommando dem zum Diktator bestellten Lucius Papirius Cursor. Brutus fiel die Kriegsführung gegen die Vestiner zu. Livius stellt den Feldzug von Brutus, der einige sonst unbekannte, daher wohl unbedeutende Orte (Cutina, Cingilia) der Vestiner eroberte, offenbar übertrieben erfolgreich dar.
313 v. Chr. gehörte Brutus wohl zu den Triumvirn zur Gründung einer latinischen Kolonie in Saticula in Samnium. Sein gleichnamiger Sohn wurde 292 v. Chr. gemeinsam mit Quintus Fabius Maximus Gurges Konsul.